# Yên Nguyên
Yên Nguyên là một xã thuộc tỉnh Tuyên Quang, Việt Nam.
Xã có diện tích 39,21 km², dân số năm 1999 là 6801 người, mật độ dân số đạt 173 người/km².